# La teoría sueca del amor
La teoría sueca del amor (en inglés: The Swedish Theory of Love) es una película documental dirigida por el realizador sueco-italiano Erik Gandini.
 
Trata, esencialmente, con mirada despojada y velada al principio y luego con mirada crítica, de la ingeniería social del individualismo de estado, y el estado de bienestar producto de aquel.
En España se puede ver en Filmin, subtitulada en castellano y en catalán. En Cataluña fue emitida en TV3 el día 3 de abril de 2018.

## Sinopsis
En Suecia, la mayoría de los beneficios del estado de bienestar están conectados con el individuo y buscan promover su autonomía individual, mientras que en otros países las instituciones del estado de bienestar están más centradas en los hogares. En Suecia esta ideología se llama individualismo de estado. La película examina de qué manera esto ha afectado a la sociedad sueca desde los años sesenta.

Internacionalmente, Escandinavia es vista como “la sociedad perfecta”, un modelo a seguir, un ejemplo de los mayores logros que los humanos pueden alcanzar... ¿Es esto cierto? The Swedish Theory of Love tratará de penetrar en las grietas de la perfección escandinava, de cavar en los lados disfuncionales de esta sociedad en apariencia perfecta.

La película ha sido reseñada como "con gran ritmo y sin perder al espectador por el camino, Gandini nos muestra el otro lado más oscuro del progreso, la riqueza y la independencia".  Otro crítico dijo que «Realmente no se suma a un gran argumento, animado como está por una edición estilizada y una música alegre e irónica».
Narrador: "En Suecia todo estaba bien, altos niveles de vida, progreso, pensamiento moderno. Luego llegó el momento de dar otro paso adelante para liberarnos de las estructuras familiares anticuadas que condicionaban la forma en que estábamos juntos, haciéndonos dependientes unos de otros". En 1972, en un manifiesto del Partido Socialdemócrata dirigido entonces por el primer ministro Olof Palme, se prefiguró la familia del futuro en un sistema de bienestar social perfectamente organizado cuyo objetivo es dar a todos una vida totalmente autónoma. En los años que siguieron, por lo tanto, se persiguió este objetivo con el fin de hacer que cada individuo fuera independiente. La teoría sueca del amor dice que toda relación humana auténtica, libre de condicionamientos materiales y psicológicos, debe basarse en la independencia sustancial de las personas.
En Suecia, los niños y adolescentes hasta la mayoría de edad tienen muchos derechos y protección social, las parejas viven su relación de forma voluntaria y sin compromiso, los ancianos ya no dependen de la generosidad de sus hijos que, ahora adultos, trabajan por sí mismos. Muchas personas, la mitad de la población, viven solas, y una cuarta parte muere sola. Muchas mujeres optan por vivir solteras y muchas recurren a la inseminación artificial para tener un hijo, incluso haciendo que un banco de semen les envíe un kit que contiene esperma de un donante anónimo elegido en internet. Muchos ancianos mueren olvidados por todos, en residencias anónimas donde cada uno está encerrado en su pequeño alojamiento. Para las personas que mueren sin que nadie se dé cuenta y a nadie le importa, hay una agencia gubernamental especial que investiga las circunstancias y busca a los familiares más cercanos, pero a veces es difícil contactarlos o imposible rastrearlos.
Lars Trägårdh, profesor universitario de historia comparada, sitúa a Suecia en el punto más alto y avanzado de una escala de valores y explica que en los países pobres uno se preocupa por la supervivencia, mientras que en los países ricos uno puede permitirse el lujo de realizarse a sí mismo. 
Desde fuera, Suecia parece una tierra prometida, un lugar perfecto, un destino. De hecho, hay un aumento en el número de refugiados de fuera de la UE que llegan a Suecia en busca de una vida mejor. Nhela Ali, una maestra refugiada siria, se reúne con las familias de los migrantes con la tarea de ayudar a los recién llegados y ayudarlos a aprender las primeras nociones del idioma y el sistema de valores de la nación de acogida. Sin embargo, hay una falta de contacto con la población local que prefiere mantener la distancia, no por racismo, sino por individualismo generalizado.
Frente a los casos de suicidio, uno se pregunta cómo puede ser infeliz en medio de tanta abundancia. La ayuda llega a través de canales institucionales, sin poder encontrar consuelo en otro ser humano. Algunos grupos de jóvenes organizan campamentos en el bosque para tener experiencias alternativas de vida en común, cuidarse, relacionarse y estar en contacto físico con las personas y con la naturaleza, al aire libre. El Dr. Erik Erichsen, cirujano, dejó Suecia después de una carrera de 30 años para mudarse a una región remota de Etiopía y trabajar en un hospital con pocos recursos. En la falta total de recursos, opera a un hombre atravesado por una lanza y a otros traumatizados utilizando herramientas sencillas y fáciles de encontrar, pero sin la opresión de la burocracia y dice:

"Aquí nadie está solo: si estás enfermo, la gente no se aleja, sino que viene a verte, si te estás muriendo, vienen a hacerte compañía, y después de que estás muerto, lloran por ti".

Por último, el filósofo y sociólogo polaco Zygmunt Bauman, de noventa años, reflexiona sobre las contradicciones de un sistema con alta protección social y afirma:

"La felicidad no viene de una vida sin problemas, sino de la superación de las dificultades. La independencia no es felicidad; Al final, conduce a un aburrimiento completo, absoluto, inimaginable".

## Distribución
En Suecia, la película se estrenó en el Festival Internacional de Cine de Estocolmo el 15 de noviembre de 2015 y se estrenó en los cines en enero de 2016. En Italia, el estreno fue el 22 de septiembre de 2016.  Una versión abreviada del documental fue transmitida por Rai 3 el 27 de julio de 2016.